# Büşranur Coşkun
Gülnaz Büşranur Coşkun (Samsun, 25 d'agost de 1999) és una arquera turca, guanyadora d'una medalla de bronze per Turquia al Campionat d'Europa 2018. El 2015 va ser integrant de la selecció nacional femení turca U-17, juntament amb Aybüke Gümrükçü i Yasemin Ecem Anagöz, guanyando la medalla de plata en arc clàssic, en el Mundial. El 2018 també va ser integrant de l'equip turc femení que va ser campió d'Europa, amb Aybüke Aktuna i Yasemin Ecem Anagöz en la categoria "arc clàssic".